# 피노바이오
주식회사 피노바이오(영어: Pinotbio)는 대한민국의 바이오 기업이다.

## 개요
- ADC 플랫폼 ‘PINOT-ADC’를 개발했으며 현재 ADC 신약 후보물질 공동 연구개발, 플랫폼 사용실시 계약 등을 추진하고 있다.[2]
- 회사 설립 이후 약 500억원 이상의 투자를 유치하였다.[3]
- NH투자증권과 KB증권을 주관사로 정하고 상장을 준비한 적이 있었으나,[4] 2024년 2월 13일부로 철회하였다.